# Zoo Tycoon 2
Zoo Tycoon 2, der Nachfolger von Zoo Tycoon, ist eine Wirtschaftssimulation von Blue Fang Games, die im November 2004 von Microsoft für den PC veröffentlicht wurde.

## Spielprinzip
Spielziel ist es, mit einem selbst errichteten Zoo möglichst großen Profit zu erwirtschaften, wobei der Spieler Besucher und Tiere bei guter Laune zu halten hat. Um den Zoo aufzubauen, hat dieser verschiedene Bestandteile zur Verfügung, zum Beispiel Wege, Zäune, Zoopersonal, Imbissbuden und Spielplätze.
Je nachdem, wie viel Mühe sich der Spieler beim Errichten des Zoos und der Gehege gibt, sinkt oder steigt die Tier- und Besucherzufriedenheit. Wenn beides in gleichem Maße gepflegt wird, gewinnt der Zoo an Bekanntheit. Dies drückt sich in Sternen aus, die man links oben auf dem Bildschirm sehen kann.
Es sind höchstens fünf Sterne zu erreichen, wobei diese Wertung auch Ausschlag gibt, welche Tiere in den Zoo aufgenommen werden können.
Im Gegensatz zu seinem Vorgänger benutzt Zoo Tycoon 2 3D-Grafik. Neu ist zum Beispiel die Biom-Auswahl, mit der sich komplette Lebensräume ohne großen Aufwand anfertigen lassen. Außerdem ist es nun möglich, in einen Besuchermodus zu wechseln, in dem man sich den Zoo aus der Perspektive der Besucher betrachten oder die Aufgaben des Personals erledigen kann. Es ist außerdem möglich, auf Fotosafari zu gehen.

## Spielmodi
Im freien Spiel stehen dem Spieler ein unbegrenztes Vermögen und freier Zugriff auf alle Tiere, Gebäude, Pflanzen und Objekte zur Verfügung. Die Karte ist frei wählbar.
Im Herausforderungs-Modus wählt man zu Beginn das Vermögen.
Man beginnt mit einer kleinen Auswahl an Tieren und Ausstattungsobjekten. Während des Spiels wird man laufend herausgefordert, was einem neue Möglichkeiten oder Belohnungen beschert, sofern man besteht.
Sie reichen von einfachen Foto-Safaris bis hin zu „Nimm innerhalb von zwei Monaten drei verschiedene Tierarten auf“. Die Karte ist frei wählbar.
Die Kampagne ist das eigentliche Spiel, es gibt sieben verschiedene Abschnitte mit unterschiedlich vielen Szenarien.

## Erweiterungspakete
Zurzeit sind vier Add-ons und ein herunterladbares Premium-Paket erhältlich, das auch in der vierten Erweiterung enthalten ist. Die Pakete Endangered Species, Ausgestorbene Tierarten und Abenteuer Afrika enthalten jeweils neue Tiere, Zoo-Objekte, Spielkarten und Missionen. Die Erweiterung Dinogefahr thematisiert Dinosaurier und stand als kostenpflichtiger Download auf der offiziellen Website zur Verfügung, wird jedoch seit der Veröffentlichung des Ausgestorbene-Tierarten-Add-Ons nicht mehr angeboten. Marine Mania beschäftigt sich mit Meerestieren.
Seit September 2008 ist die Ultimate Collection erhältlich, die Zoo Tycoon 2 und sämtliche bisher erschienenen Erweiterungen enthält.

## Community-Erweiterungen
Zoo Tycoon besteht aus einem Kernprogramm (das hinsichtlich der Spielmechanik bis zur Ultimate Collection weiterentwickelt wurde) sowie einer oder mehreren Dateien mit Inhalten. Dabei handelt es sich um mit der Endung „.z2f“ versehene ZIP-Archive mit XML-Dateien, Texturen und Ähnlichem. Diese Dateien definieren Tiere, Pflanzen, Ausstattungsobjekte, Biome, Tiereigenschaften, Übersetzungen und anderes mehr.
Auch wenn Blue Fang Games soweit bekannt nie offiziell Spezifikationen über diese Dateien veröffentlicht hat, entwickelte sich rasch eine Community, die durch Analyse dieser Dateien in der Lage war, Fehler im Spiel zu korrigieren, Übersetzungen zu erzeugen und beizeiten auch vorhandene Objekte neu zu texturieren oder gar neue Objekte ins Spiel einzubringen. Es entstanden mehrere Fanseiten, auf denen kostenlos neue Inhalte und Erweiterungspakete angeboten wurden. Einige Beispiele waren bzw. sind:

### Artifex
Diese 2006 gegründete Gruppe von Entwicklern veröffentlichte unter anderem zwei Erweiterungspacks: Arabian Nights mit Tieren und Ausstattungsobjekten im Stile der arabischen Halbinsel sowie Island Excusions mit Tieren entlegener Inseln und Meeresgebiete und Ausstattungsobjekten im Paradiesthema. Dazu kamen noch einige Einzeldownloads. Für das Erweiterungspaket Arabian Nights wird auch eine deutsche Übersetzung angeboten. Ungefähr 2008 nach der Fertigstellung von Island Excusions erklärte Artifex seine Auflösung. Die fertiggestellten Inhalte können aber nach wie vor heruntergeladen werden.

### Zoo Tycoon ABC
Diese inzwischen stillgelegte Seite mit Forum hostete jahrelang Inhalte verschiedenster Designer, von einzelnen „Reskins“ (also Neutexturierungen bestehender Tiere) bis hin zu Erweiterungssets von Pflanzen, Tieren, Gebäuden, Zäunen und anderer Ausstattung. Inzwischen wird diese Domain umgeleitet.

### Aurora Designs
Die 3D-Designergruppe Aurora Designs erstellt kostenlose Inhalte für Zoo Tycoon 2. Sie ist eines der wenigen Fanprojekte des Spiels, die im Jahr 2017 noch aktiv sind.
Die meisten Fanprojekte hatten sich zuvor damit begnügt, realistischere Texturen für bestehende Tiere zu erzeugen. Oft wurden auch Tiervarianten auf basierenden 3D-Modellen mit leicht abgewandelter Größe und Proportionen erstellt. Die Designergruppe Aurora Designs hingegen hat sich unter anderem im Rahmen des Projekts Radical Remake zum Ziel gesetzt, so viele Tiere wie möglich des ursprünglichen Spiels und seiner Erweiterungspakete komplett neu zu gestalten und ihnen dabei ein realistischeres 3D-Modell und Aussehen sowie Fell- bzw. Farbvarianten zu geben. Damit sollten die recht kantigen Modelle und teilweise comic-haften Texturen des Originalspiels ersetzt werden. Das Motto der Designer wird auf der Homepage wie folgt zusammengefasst:

„Aurora Designs is an independent, non-profit design team for the Zoo Tycoon 2 series. The team, comprising of the most elite designers in the community, is dedicated to "creating compelling creations for Zoo Tycoon 2, carry on the Zoo Tycoon franchise by keeping the interest of all players, and finding the natural beauty in everything we create," says Aurora Designs spokesmen, Jonathan Miller.“

Der Stand Mitte 2017 ist, dass bis auf den Löwe die restlichen 39 Tiere des Originalspiels Zoo Tycoon 2 erneuert wurden. Dazu kommen
- 9 der 20 Tiere des Erweiterungspakets Endangered Species
- 14 der 20 Tiere des Erweiterungspakets African Adventure
- 17 der 20 Tiere des Erweiterungspakets Marine Mania
- der Dodo und einige Pflanzen aus dem Erweiterungspaket Extinct Animals
- Remakes von vier offiziellen Bonus-Downloads: Mendesantilope (Addax), Asiatischer Elefant, Moschusochse und Afrikanischer Leopard.

Zusätzlich zu den Tieren der Originalspielserie und der Bonus-Downloads wurden über die Jahre neue Tiere (z. B. Mustang, Panzernashorn, Schabrackentapir und Großer Fetzenfisch) sowie kleinere Themenpakete angeboten, die Tiere und Pflanzen einer bestimmten Region enthalten. Darunter befinden sich der Mähnenwolf, die Saiga-Antilope, der sibirische Tiger und der Truthahn. Im Mai 2017 wurden diese in überarbeiteter und gebündelter Form erneut als „Complete Collection“ veröffentlicht. Das Paket umfasste zu diesem Zeitpunkt 41 Tiere, über 50 Bäume und Pflanzen, 2 neue Themen und einige Ausstattungsobjekte. Insgesamt wurden somit über 120 fotorealistische Tiere offiziell durch das Team oder einzelne Designer gestaltet.
Im Jahr 2013 gaben die Entwickler von Aurora Designs bekannt, dass sie auch die Biome (Grasland, Tundra, Steppe usw.) komplett überarbeiten würden. Dazu wurde eine neue Informationswebseite über die Biome eingerichtet. Die Veröffentlichung der Downloads schließlich umfasste neben den Biomen, Wasser, Wolken und Steinen sogar eine optionale alternative Benutzeroberfläche in überwiegend schwarz-weißer Optik. Die Spielmechanik selbst hat sich nicht geändert, allerdings wurden die Eigenschaften mancher Tiere sowie ihre Zugehörigkeit zu Biomen durch die Erweiterungen geändert bzw. korrigiert.
Mit allen seinen Facetten wie Tieren, Pflanzen, Biomen und Benutzeroberfläche hat es das Designerteam geschafft, das Spiel um mehrere Jahre zu „verjüngen“, selbst wenn es inzwischen Spiele wie Hakuna Matata (Afrika) für die PS3 gibt, die dank neuerer 3D-Engines eine deutlich realistischere Darstellung von Wildtieren und Umwelt erlauben.
In den letzten Jahren hatten immer wieder Mitglieder aus persönlichen, meist familiären Gründen ihre Mitarbeit bei Aurora Designs beendet, und trotz neuer angeworbener Mitglieder blieb die Aktivität gering. Trotzdem konnten so immer wieder einzelne Tiere ergänzt und die „Complete Collection“ fertiggestellt werden.

## Nachfolger
Microsoft veröffentlichte 2013 wiederum unter der Marke Zoo Tycoon eine neue Version des Spiels speziell für die Xbox One und Xbox 360. Diese enthält viel detailliertere Tiere und Ausstattungsgegenstände und einem noch realistischer nachgebildeten Tierverhalten sowie mehr Interaktionen der Tiere mit dem Nutzer. Sie besitzt aber durch die Steuerung mit Kinect oder Konsole eine deutlich andere Bedienung. Während es in Zoo Tycoon 2 möglich ist, Gehege und Wege in beliebiger Form und Größe anzulegen, Zäune und Objekte entlang des triangulierten Rasters beliebig zu platzieren und die Gehege nahezu beliebig auszustatten, wird dem Nutzer in der neuen Ausgabe des Spiels viel Arbeit, aber auch Freiheit bei der Gehegegestaltung abgenommen, indem (abgesehen von der Ausstattung) fertige Gehege auf der Karte platziert werden.

## Abgesagte Fortsetzung
Nach dem großen Erfolg von Zoo Tycoon 2 wurden vorläufige Designarbeiten an einem dritten Teil begonnen. Die Entwicklung von Zoo Tycoon 3 wurden jedoch aufs Eis gelegt, da sich das Unternehmen von der PC-Entwicklung in Richtung mobiler und sozialer Spiele verlagerte. Der ehemalige Blue Fang Games-Designer und langjähriger Mitarbeiter Shawn Stone erklärte, dass er den Einfluss und viele Ideen des nicht veröffentlichten Zoo Tycoon 3 im spirituellen Nachfolger der Franchise Planet Zoo sieht.